# Етиво
Етиво (фр. Estivaux) насеље је и општина у централној Француској у региону Лимузен, у департману Корез која припада префектури Бриве ла Гајар.
По подацима из 2011. године у општини је живело 376 становника, а густина насељености је износила 22,38 становника/km². Општина се простире на површини од 16,58 km². Налази се на средњој надморској висини од 330 метара (максималној 424 m, а минималној 180 m).

## Демографија
| 1962. | 1968. | 1975. | 1982. | 1990. | 1999. | 2011. |
| ----- | ----- | ----- | ----- | ----- | ----- | ----- |
| 378   | 443   | 378   | 371   | 340   | 322   | 376   |

График промене броја становника у току последњих година